# Brachymeles miriamae
Brachymeles miriamae là một loài thằn lằn trong họ Scincidae. Loài này được Heyer mô tả khoa học đầu tiên năm 1972.